# Otto Sander
Otto Sander (Hannover, 30 giugno 1941 – Berlino, 12 settembre 2013) è stato un attore e doppiatore tedesco.

## Biografia
Sander svolse il servizio militare come ufficiale di marina, dopodiché studiò storia del teatro, storia dell'arte e filosofia all'università, ma senza riuscire a laurearsi. Nel 1965 fece il suo debutto di attore nei drammi da camera. La sua carriera teatrale fu strettamente connessa con la Schaubühne di Berlino sotto la direzione di Peter Stein. Dal 1980 in poi Sander apparve anche su altri palcoscenici berlinesi, in particolare lo Schillertheater nel 1981, la Freie Volksbühne nel 1985 e la Komödie am Kurfürstendamm nel 1989. Recitò spesso anche a Bochum.
Tra i suoi ruoli cinematografici più noti, l'angelo Cassiel nel film di culto Il cielo sopra Berlino e nel suo sequel Così lontano così vicino di Wim Wenders, e il comandante Philipp Thomsen nella pellicola U-Boot 96 di Wolfgang Petersen. Nel 1990 fu membro della giuria al 40º Festival di Berlino. Dotato di una voce calda e forte, che gli valse il soprannome di The Voice, venne utilizzato spesso come narratore per racconti sonori e documentari, oltre a doppiare attori come Dustin Hoffman e Ian McKellen. 
Fu marito dell'attrice Monika Hansen e patrigno degli attori Ben Becker e Meret Becker. 
Morì nel settembre del 2013, a 72 anni, per un tumore.

## Filmografia
- Nicht fummeln, Liebling!, regia di May Spils (1970)
- Il tamburo di latta (Die Blechtrommel), regia di Volker Schlöndorff (1979)
- Palermo oder Wolfsburg, regia di Werner Schroeter (1980)
- U-Boot 96 (Das Boot), regia di Wolfgang Petersen (1981)
- Il cielo sopra Berlino (Der Himmel über Berlin), regia di Wim Wenders (1987)
- Così lontano così vicino (In weiter Ferne, so nah!), regia di Wim Wenders (1993)
- Matulla und Busch, regia di Matti Geschonneck (1995)

## Doppiatori italiani
Nelle versioni in italiano delle opere in cui ha recitato, Otto Sander è stato doppiato da:
- Michele Gammino in U-Boot 96
- Walter Maestosi in Il cielo sopra Berlino
- Ennio Coltorti in Così lontano così vicino
- Sandro Iovino in U-Boot 96 (ridoppiaggio)